# Siegfried Jüttner
Siegfried Jüttner (* 9. März 1941 in Wuppertal) ist ein deutscher Romanist.

## Leben und Wirken
Jüttner wurde als Sohn eines Schmieds geboren. Er studierte Romanistik, Geschichte und Philosophie an den Universitäten Köln und Clermont-Ferrand. 1966 absolvierte er das Staatsexamen für das Lehramt an Gymnasien in den Fächern Französisch und Geschichte an der Universität Köln. Zwei Jahre später wurde er mit dem Thema Grundtendenzen der Theaterkritik von Friedrich Melchior Grimm zum Dr. phil. promoviert. Er arbeitete anschließend als Wissenschaftlicher Assistent an der Universität Düsseldorf, bis er 1974 habilitierte. Jüttner wurde 1975 Wissenschaftlicher Rat und Professor für Romanistik an der Universität Düsseldorf. 1983 folgte die Berufung zum Professor für Französische und spanische   Literaturwissenschaft unter Einschluß Lateinamerikas an der Universität Duisburg. Jüttner ist seit dem 1. April 2007 emeritiert und lebt in Ratingen.
Zu Jüttners Forschungsschwerpunkten gehören die französische und Spanische Literatur der Aufklärung. Von 1982 bis 1986 war Jüttner Schriftführer der Deutschen Gesellschaft für die Erforschung des 18. Jahrhunderts. Seit 1987 war er Sprecher des Forschungsschwerpunkts Europäische Aufklärung in Literatur und Sprache an der Universität Duisburg. Von 2002 bis 2007 leitete er das DFG-Projekt Kulturtransfer in Europa: das Deutschlandinteresse in der spanischen Presse zur Zeit des aufgeklärten Absolutismus (1736–1808). Zudem war Jüttner Mitherausgeber der Schriftenreihe Europäische Aufklärung in Literatur und Sprache.

## Schriften (Auswahl)
- Présence de Diderot. Internationales Kolloquium zum 200. Todesjahr von Denis Diderot an der Universität Duisburg 1984, Frankfurt 1990 (Europäische Aufklärung in Literatur und Sprache 1).
- Spanien und Europa im Zeichen der Aufklärung. Internationales Kolloquium an der Universität Duisburg, Frankfurt 1991 (Europäische Aufklärung in Literatur und Sprache 2).
- Die Revolution in Europa – erfahren und dargestellt. Internationales Kolloquium an der Universität Duisburg, Frankfurt 1991 (Europäische Aufklärung in Literatur und Sprache 3).
- (herausgegeben zusammen mit Jochen Schlobach) Europäische Aufklärung(en). Einheit und nationale Vielfalt. Inter-nationales Kolloquium zur XII. Jahrestagung für die Erforschung des 18. Jahrhunderts in Wolfenbüttel 1987, Hamburg 1992 (Studien zum 18. Jahrhundert 14).
- Schriftzeichen. Die Wende zur Universalliteratur unter Frankreichs Enzyklopädisten (1750-1780), Wiesbaden: 1999.
- Diario de los literatos de España (1737–1742) Ìndices (onomástico, topónimico y de obras), Frankfurt 2008 (Europäische Aufklärung in Literatur und Sprache 19).
- Espíritu de los mejores diarios literarios que se publican en Europa (1787–1791) Índices (onomástico y de fuentes, de obras y de toüpnímico), Frankfurt 2009 (Europäische Aufklärung in Literatur und Sprache 22).
- Memorial literario o Biblioteca periódica de ciencias y artes (1801–1808) Indizes. Zum Kulturtransfer im Spanien der Spätaufklärung, Frankfurt 2011 (Europäische Aufklärung in Literatur und Sprache 25).
- (als Herausgeber) Anfänge des Wissenschaftsjournalismus in Spanien. Der Diario de los literatos de España. Horizonte des Kulturtransfers, Frankfurt 2008 (Europäische Aufklärung in Literatur und Sprache 20).
- (als Herausgeber) Die Konstituierung eines Kultur- und Kommunikationsraumes Europa im Wandel der Medienlandschaft des 18. Jahrhunderts, Frankfurt 2008 (Europäische Aufklärung in Literatur und Sprache 21).